# フレデリック・リチャードソン
フレデリック・リチャードソン（Frederick Richardson、1862年 - 1937年1月15日）は、アメリカ合衆国のイラストレーターである。アメリカ合衆国の児童文学作家、ライマン・フランク・ボームの作品の挿絵を描いたことなどで知られている。

## 略歴
シカゴで生まれた。セントルイス美術学校(St. Louis School of Fine Arts)で学んだ後、パリの私立の美術学校、アカデミー・ジュリアンで学んだ。シカゴの美術学校（後のシカゴ美術館附属美術大学）で7年間教えた。アール・ヌーヴォーのスタイルに強響を受けていた。1890年代はシカゴの新聞「Chicago Daily News」などでイラストレーターとして働いた。
1899年に新聞の挿絵を集めた画集が出版された。新聞社に依頼されて1900年のパリ万国博覧会の取材も行った。1903年にニューヨークに移り、書籍の挿絵画家として働いた。1905年にライマン・フランク・ボームの『イックスのジクシー女王(Queen Zixi of Ix)』の表紙絵や挿絵が採用され、その後もアンデルセンの作品集や『イソップ童話』やアンドルー・ラングが編集した2巻本の童話全集などの挿絵を描いた。シカゴの出版社P. F. Vollandが出版したカゴ出身の児童文学者ジョージーン・フォークナー（Georgene Faulkner: 1873–1958）の作品の挿絵も描いた。
「Winston Readers」と呼ばれる初等教育の教本（Reading and Literature First Reader）の挿絵も描いた。
1937年にリチャードソンはニューヨーク市で肺炎で亡くなった。

## 作品

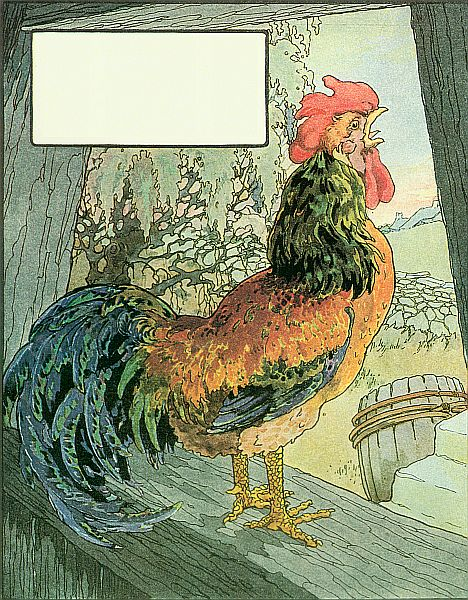
Volland 版 マザー・グースの挿絵(1915)
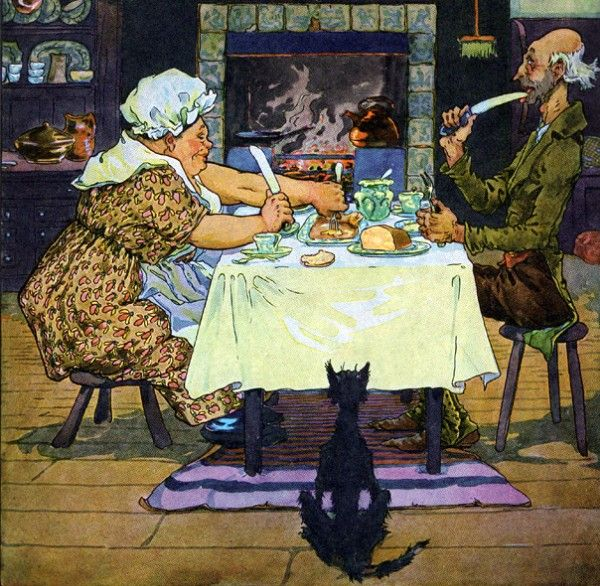
マザー・グースの「ジャック・スプラット」
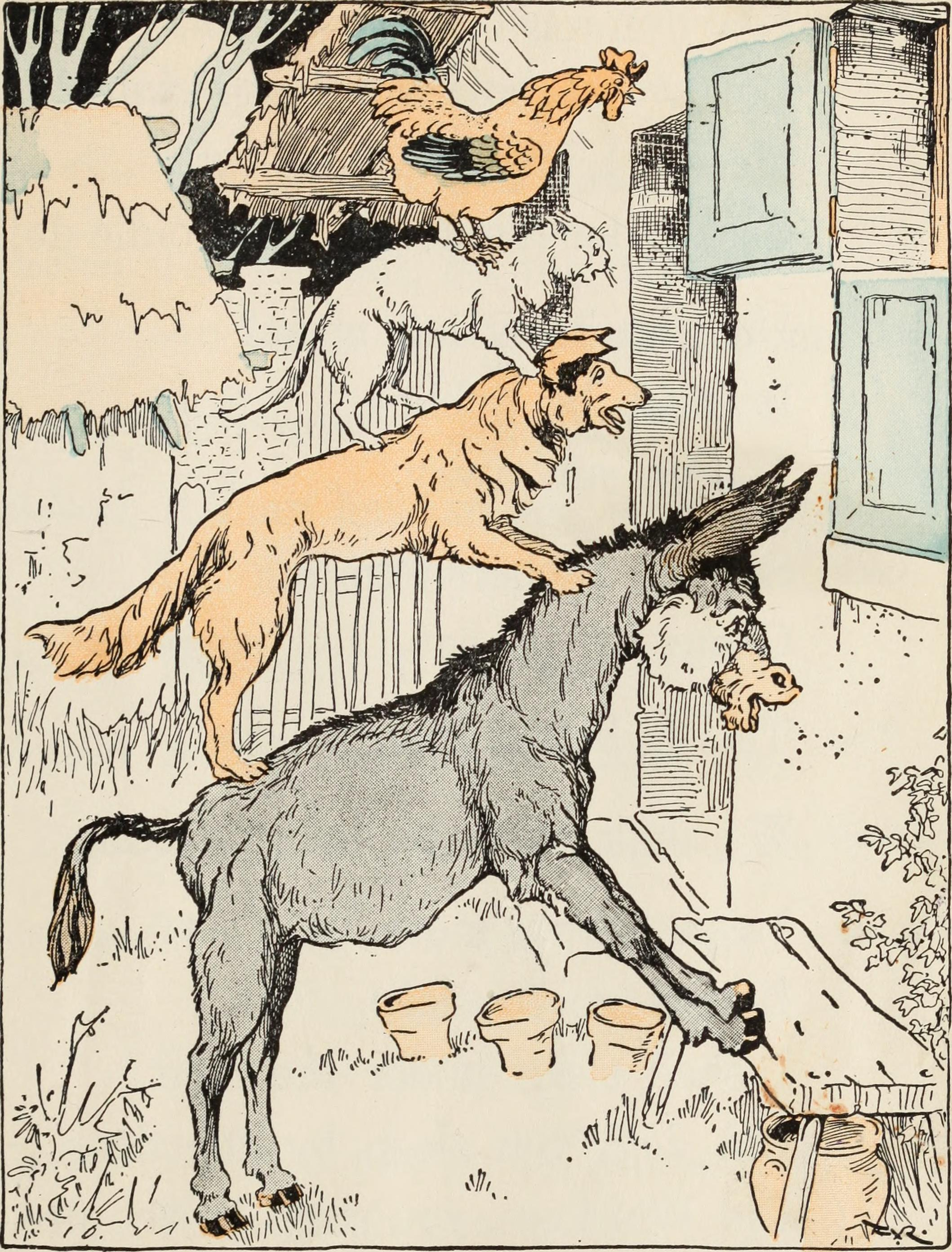
「Winston Readers」の挿絵 (1911)
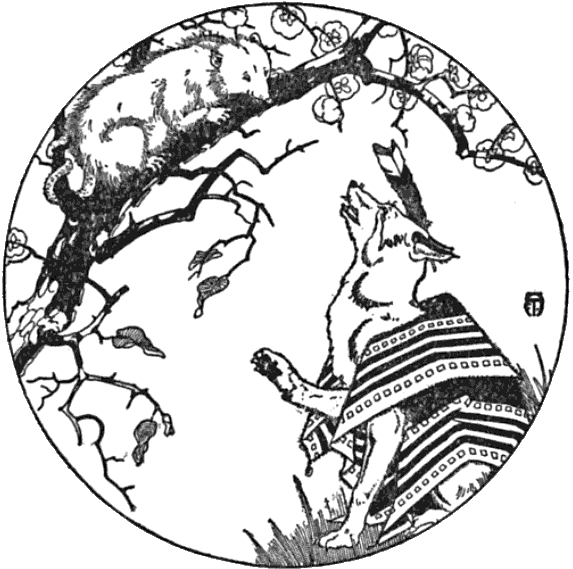
アメリカインディアンの神話に関する書籍の挿絵、柿をとろうとするコヨーテ